# Opalování

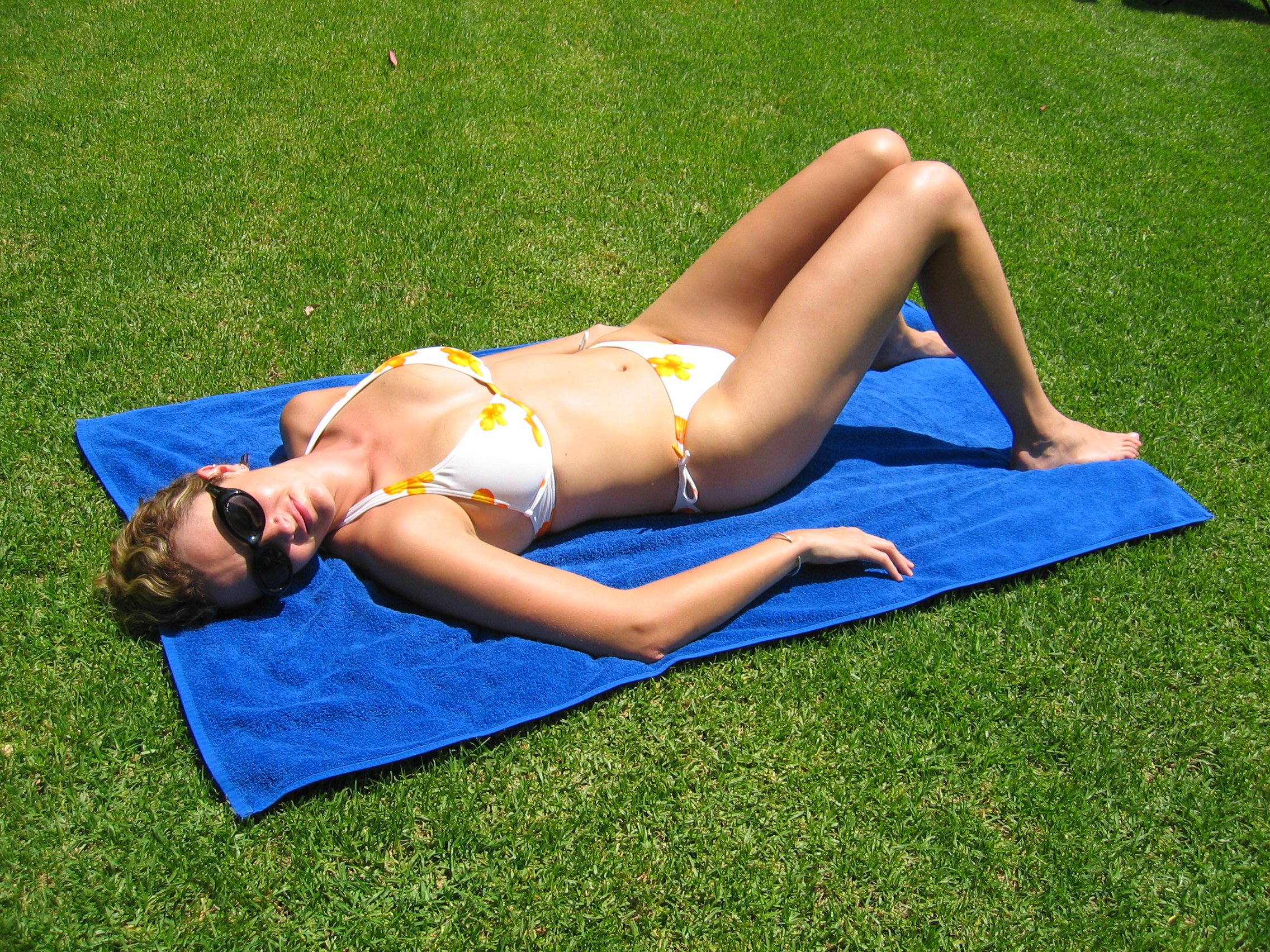
Žena při opalování

Opalováním rozumíme úmyslné vystavování kůže působení ultrafialového záření - které je buď součástí slunečního spektra, nebo je emitováno elektrickou výbojkou; opálením pak nazýváme výsledný stav, resp. změnu stavu kůže po opalování. Slova opalování a slunění jsou někdy používána de facto jako synonyma, jindy slovo slunění klade důraz na zdravotní přínosy, zatímco účel opalování je primárně vizuální - ztmavnutí kůže. 
Nejčastější formy opalování jsou buď na přímém slunci (koupaliště, pláž, sluneční lázně apod.), v soláriích, nebo v soukromí za použití tzv. horského slunce. 
Mírná expozice přispívá k tvorbě vitamínu D a působí jen lehké zhnědnutí či zrůžovění (liší se podle fototypu) kůže.
Nadměrná expozice se projevuje výrazným zarudnutím a pálením až bolestí kůže a jejím následným oloupáním a je považována za rizikový faktor vzniku rakoviny kůže.
Vztah k vystavování obnažené pokožky slunečním paprskům se zásadně změnil po roce 1903, kdy Dr. Auguste Rollier otevřel ve švýcarském Leysine první „sluneční kliniku“ pro léčbu tuberkulózy a křivice (helioterapie). Slunění pak do svých léčebných postupů zahrnuli i další lékaři, např. dánská lékařka Kristine Nolfi, známá propagátorka syrové stravy (Humlegaarden Rawcoat Sanatorium).

## Kultura
Preference opálené kůže se v různých obdobích a kulturách lišila. Na Západě bylo až do 20. let 20. století vnímáno opálení jako nežádoucí, protože bylo asociováno s lidmi z nižších vrstev, kteří často pracovali venku. To se i vlivem módy a reklamy změnilo a tento trend pokračuje dodnes. Tak tomu však je výhradně na Západě, v asijských zemích lidé nadále preferují co nejsvětlejší kůži, především u žen. To se týká Číny, Japonska, Indie a dalších asijských zemí. Zde je naopak velká poptávka po krémech vybělujících kůži a trh s nimi rychle roste. V Indii se v současnosti zvyšuje poptávka po vybělovacích prostředcích hlavně mezi muži. V Asii je také běžné nosit slunečníky, což na Západě vymizelo spolu se vzrůstem popularity opalování.

## Bezpečné opalování
Při opalování je možné používat sluneční kosmetiku, která ochrání pokožku před spálením, předčasným stárnutím i pigmentovými skvrnami. Některé přípravky urychlují proces hnědnutí pro dokonale svůdnou opálenou pokožku, jiné vedle ochrany hydratují, vyživují a osvěžují.
Při výběru správné sluneční kosmetiky je nutné správně zvolit výši SPF faktoru.

### SPF faktor
SPF faktor neboli Sun Protection Factor je číslo, které v opalovací kosmetice udává stupeň ochrany před UVB zářením. Při výběru opalovacího krému SPF napovídá, jak dobře nás tento přípravek ochrání. Čím je jeho číslo vyšší, tím více UVB záření blokuje.

#### Obvyklé hodnoty SPF faktoru:
- SPF 50 blokuje 98 % UVB záření, tzn. k pokožce pustí jen 2 % záření a expozici je možné prodloužit až na padesátinásobek
- SPF 30 blokuje 97 %
- SPF 20 blokuje 95 %
- SPF 15 blokuje 93 %
- SPF 10 blokuje 90 %

SPF bývá udáván i u oděvů se zaručenou ochranou proti UV záření; např. koupací trička, plavky apod.